# NGC 1089
NGC 1089 é uma galáxia elíptica (E) localizada na direcção da constelação de Eridanus. Possui uma declinação de -15° 04' 25" e uma ascensão recta de 2 horas, 46 minutos e 10,0 segundos.
A galáxia NGC 1089 foi descoberta em 29 de Setembro de 1886 por Lewis A. Swift.